# Diktat
Un diktat (dal tedesco Diktat, ossia dettato; da pronunciarsi /dikˈtaːt/, ma spesso resa in italiano con /ˈdiktat/) è sia una dura condizione non negoziabile imposta sulla parte soccombente in un confronto (trattato di pace, armistizio, resa, ecc.) sia un decreto od ordine autoritario indiscutibile emanato da un potere rappresentativo.

## Storia
Generalmente vengono imposti richiedendo soluzioni drastiche e imponendo aut aut: ad esempio fu sostanzialmente un diktat l'ukaz dello zar Nicola I ai polacchi, che fu emanato il 29 luglio 1831 mentre l'esercito russo si preparava a varcare la Vistola e a occupare Varsavia.
Il termine - che richiamava indirettamente il Dictatus papae medievale - fu usato per la prima volta nel 1919 in un giornale francese a proposito del trattato di Versailles imposto alla Germania sconfitta; per converso, rimangono nella storia i diktat del nazismo nei confronti degli Stati vicini, proprio come forma di revanscismo contro il trattato di Versailles. 
È però entrato nell'uso giornalistico durante gli anni della guerra fredda, quando, specialmente in politica estera, si denunciavano i diktat politici da parte del governo degli Stati Uniti o quelli militari dell'Unione Sovietica. In particolare, il Politburo enunciava diktat da Mosca, come forma preferita delle imposizioni più serie e minacciose: esse erano espresse da parte dei massimi burocrati dell'allora URSS nei confronti dei Paesi satelliti o dei Paesi che ponevano in essere politiche e/o azioni reputate lesive delle politiche o azioni condotte dall'Unione Sovietica.
Nel tempo l'espressione è entrata nel gergo giornalistico e reinterpretata per descrivere contenutisticamente comportamenti, positivi o negativi, pretesi da una parte più forte nei confronti di una più debole. Non parlandosi mai di diktat attivi, ma guardando l'evento per lo più dal lato della vittima (che asserisce di subire l'imposizione di un diktat), il sintagma di conseguenza ha assunto una connotazione negativa.

## L'utilizzo nella stampa italiana
I giornalisti hanno riportato una serie di diktat in vari campi: in economia si è parlato di diktat delle istituzioni europee nei confronti dei singoli Stati membri (es. la lettera Trichet-Draghi), o verso grandi gruppi (come nel caso della disputa tra Unione europea e Microsoft per la pubblicazione dei codici sorgente di Microsoft Windows), o verso associazioni espressione di interessi nazionali.
Nella stampa italiana vi è un ampio uso dei diktat riferiti ad avvenimenti di ambito politico, come nel caso ad esempio dell'"editto bulgaro". Il termine viene utilizzato sia in riferimento alle richieste sindacali nei confronti di politici, sia alle richieste dei politici nei confronti dei propri alleati per ottenere coesione (come nel caso delle proposte di legge passate con la richiesta della fiducia di governo), sia in riferimento alle affermazioni politiche volte all'imposizione di regole o atti di varia natura.